# Таптыковы
Таптыковы — древний дворянский род татарского происхождения, из рязанских бояр.
При подаче документов (19 марта 1686) для внесения рода в Бархатную книгу, была предоставлена родословная роспись Таптыковых и две жалованные грамоты: Василия III Семёну Фёдоровичу Таптыкову на вологодский и белозерский великоденский мех (1527) и Ивана IV Булгаку и Темешу Андреевичам детям Каркадымова Таптыковым и их племяннику Петру Матвеевичу сыну Каркадымова Таптыкова на сельцо Сысоевское в Окологородном стане Рязанского уезда (1547).
Род внесён в VI часть родословных книг Пензенской, Рязанской и Тамбовской губерний.

## Происхождение и история рода
Происходит, по сказаниям старинных родословцев, от выехавшего из Золотой Орды к великому князю Олегу Рязанскому татарина Таптыка, принявшего крещение с именем Даниил, а в схиме Дионисий. Его сыновья Давыд (уп. 1402-1427) и Фёдор (уп. 1402-1407) были боярами у великого князя Фёдора Ольговича Рязанского. Боярин Прокофий Фёдорович (уп. 1427-1456). Семён Фёдорович Таптыков (уп.1527).
Пётр Игнатьевич Таптыков, товарищ воеводы, убит под Кесью (1577). Денис Петрович Таптыков, сотенный голова у рязанцев, убит в Смутное время в сражении с Заруцким на р. Оке.  Двое Таптыковых взяты в плен крымцами под Конотопом (1659), двое — убиты в походе против Стеньки Разина.
В XVII веке многие Таптыковы служили стольниками, стряпчими и т. п.

## Описание герба
Щит разделён горизонтально на две части, из коих в верхней в серебряном поле положены крестообразно стрела и сабля остроконечиями вверх (изм. польский герб Пржестржал). В нижней части в голубом поле изображена золотая подкова шипами вниз (польский герб Ястршембец).
Щит увенчан дворянским шлемом и короной. Намёт на щите серебряный, подложенный голубым. Герб внесён в Общий гербовник дворянских родов Российской империи, часть 6, 1-е отд., стр. 11.

## Известные представители
- Таптыков Дмитрий Афанасьевич — рязанский городской дворянин (1627).
- Таптыков Василий Гаврилович — московский дворянин (1658).
- Таптыковы: Артемий Юрьевич и Степан Дмитриевич — московские дворяне (1677-1692).
- Таптыков Марк Савиннович — царский стольник (1692).
- Таптыковы: Александр Игнатьевич, Павел Степанович, Федор Васильевич — стряпчие (1692)[8].
- Таптыков, Дмитрий Петрович (ок. 1794 — после 1864, с. Малышевка Иркутской губ.) — декабрист, прапорщик Оренбургского гарнизонного полка, член Оренбургского кружка[9].